# Micrologus mochatinctus
Micrologus mochatinctus is een slakkensoort uit de familie van de Buccinidae. De wetenschappelijke naam van de soort is voor het eerst geldig gepubliceerd in 2011 door Fraussen & Rosado.
De soort leeft in zee en komt voor in de Straat Mozambique.